# Lhor
Lhor é uma comuna francesa na região administrativa de Grande Leste, no departamento de Mosela. Estende-se por uma área de 5,4 km². Em 2010 a comuna tinha 139 habitantes (densidade: 25,7 hab./km²).